# Шифрин, Карин
Карин Шифрин (род. 1979, Иерусалим, Израиль) — израильская оперная певица, меццо-сопрано.

## Биография
Окончила Музыкальную академию в Тель-Авиве. Карин Шифрин выступала в Германии, Австрии, Италии, Израиле с такими известными музыкантами, как Зубин Мета, Шломо Минц, Даниэль Инбал, в концертах Симфонического оркестра Израиля («Женитьба Фигаро», Девятая симфония Бетховена), Симфонического оркестра Teatro Di Bolognia и другими музыкальными коллективами в Израиле (Симфонические оркестры Иерусалима, Раананы, Ришон ле-Циона, Израильский камерный оркестр) и других странах. Карин Шифрин выступает на израильской оперной сцене с 2005 года.